# Universidade da Madeira
A Universidade da Madeira (UMa) é uma universidade pública portuguesa.
Localizada na cidade do Funchal, na Região Autónoma da Madeira, foi criada a 13 de Setembro de 1988. É constituída pelas seguintes Faculdades e Escolas Superiores: 
- Faculdade de Artes e Humanidades
- Faculdade de Ciências Exactas e da Engenharia
- Faculdade de Ciências Sociais
- Faculdade de Ciências da Vida
- Escola Superior de Saúde
- Escola Superior de Tecnologias e Gestão

Unidades de Investigação - Universidade da Madeira
- Centro de Estudos de Economia Aplicada do Atlântico – CEEAplA
- Centro de Investigação em Agricultura Biológica e Tecnologia Alimentar - ISOPlexis/Germobanco
- Centro de Investigação, Desenvolvimento e Inovação em Turismo - CITUR
- Centro de Investigação em Desporto, Saúde e Desenvolvimento Humano – CIDESD
- Centro de Investigação em Educação - CIE
- Centro de Investigação em Estudos Regionais e Locais – CIERL
- Centro de Investigação em Tecnologia e Serviços de Saúde - CINTESIS
- Centro de Química da Madeira – CQM
- Grupo de Astronomia da Universidade da Madeira – GAUMa
- Grupo de Botânica da Madeira
- Grupo de Física de Plasmas de Baixa Temperatura
- Laboratório Crescimento Físico Humano e Desenvolvimento Motor da UMa
- Laboratório de Exercício Saúde e Performance – LESP
- Laboratório de Genética Humana – LGH
- Madeira Interactive Technologies Institute - M-IT